# Journal of Experimental and Theoretical Physics
Le Journal of Experimental and Theoretical Physics, en russe : Журнал Экспериментальной и Теоретической Физики (ЖЭТФ) ou Zhurnal Éksperimental’noĭ i Teoreticheskoĭ Fiziki (ZhÉTF) est une revue scientifique mensuelle internationale à comité de lecture publiée par Nauka en russe et Springer en anglais. Le facteur d'impact pour la période 1997 - 2015 est 0.953. Il est le successeur de Soviet physics, (JETP) (1931 – 1992),,, dont la traduction en anglais a commencé en 1955.
Il couvre les domaines de la physique expérimentale et de la physique théorique, en particulier la physique du solide, les particules élémentaires et la cosmologie.

## Référencement
JETP est indexé dans :
| Academic OneFile                         | Academic Search                                        |
| Chemical Abstracts Service               | Compendex                                              |
| Current Abstracts                        | Current Contents/Physical, Chemical and Earth Sciences |
| Current Mathematical Publications        | Digital Mathematics Registry                           |
| Gale                                     | INIS Atomindex                                         |
| Journal Citation Reports/Science Edition | Google Scholar                                         |
| OCLC                                     | Science & Technology Collection                        |
| Science Citation Index                   | Science Citation Index Expanded (SciSearch)            |
| SCOPUS                                   | Summon by Serial Solutions                             |
| TOC Premier                              |                                                        |